# 斉藤敏豪
斉藤 敏豪（さいとう としひで、1954年11月16日 - ）は、日本のテレビ演出家。東京都品川区出身。『ダウンタウンのガキの使いやあらへんで!』内での通称はヘイポー。

## 人物
「オフィスぼくら」副社長を経て、制作プロダクション「ファクト」所属。日本テレビ系『ダウンタウンのガキの使いやあらへんで!』（以下「ガキ使」と表記）にスタッフとして初回から参加。
通称「ヘイポー」。名付け親は同期の菅賢治である（後述）。
高校を卒業してからしばらくの間、都内のストリップ劇場でアルバイトを始め、照明の手伝いなどをしていた。この時、ストリップ嬢の間から「お豆（おまめ）」というニックネームを付けられて可愛がられていたという。
結婚歴はなく、現在に至るまで独身である。『ガキの使い』で結婚企画が組まれていたが、いずれも全敗している。
2015年4月におよそ1年ぶりに番組に出演した際、以前までの中年体型からあまりの激痩せぶり（マイナス15kg）に心配の声が寄せられたという。これは、意図的に体重を制限したためであるという。この2年ほど前（2013年頃）に心臓弁膜症を患っていることが判明したため手術を受け、その後、暫く大事を取ってテレビ出演を控えて体調を整えていたという。

## 主な担当番組

### 過去
- クイズ!渡る世間は金ばかり?!（テレビ朝日）
- ロンロバ!シリーズ（TBS）
- ビートたけしのお笑いウルトラクイズ（日本テレビ）
- 発明将軍ダウンタウン（日本テレビ）
- 赤ちゃん金ちゃんしゃべる部屋（フジテレビ）
- Matthew's Best Hit TVシリーズ（テレビ朝日）

BEST HIT TV→Matthew's Best Hit TV→Matthew's Best Hit TV+→Matthew's Best Hit UV
- 倫敦音楽館 Lon-mu（テレビ東京）
- ぶちぬき（テレビ東京）
- スキバラ（テレビ東京）※曜日は全て監修のみ
- 裏番組をブッ飛ばせ!!（1994年、1995年、1996年の大晦日特番。日本テレビ）
- 豪腕!コーチング!!（テレビ東京）
- Oh♪dolly25（テレビ朝日）
- 美女裁判〜恋愛裁判員制度〜（朝日放送）
- 地元応援バラエティ このへん!!トラベラー（吉本興業・KYORAKU吉本.ホールディングス） - 監修
- 今年も生だよ芸人集合 笑いっぱなし伝説（テレビ東京） - 監修
- ダウンタウンのガキの使いやあらへんで!（日本テレビ） - アドバイザー(以前は総合演出)